# Slag aan de Alma

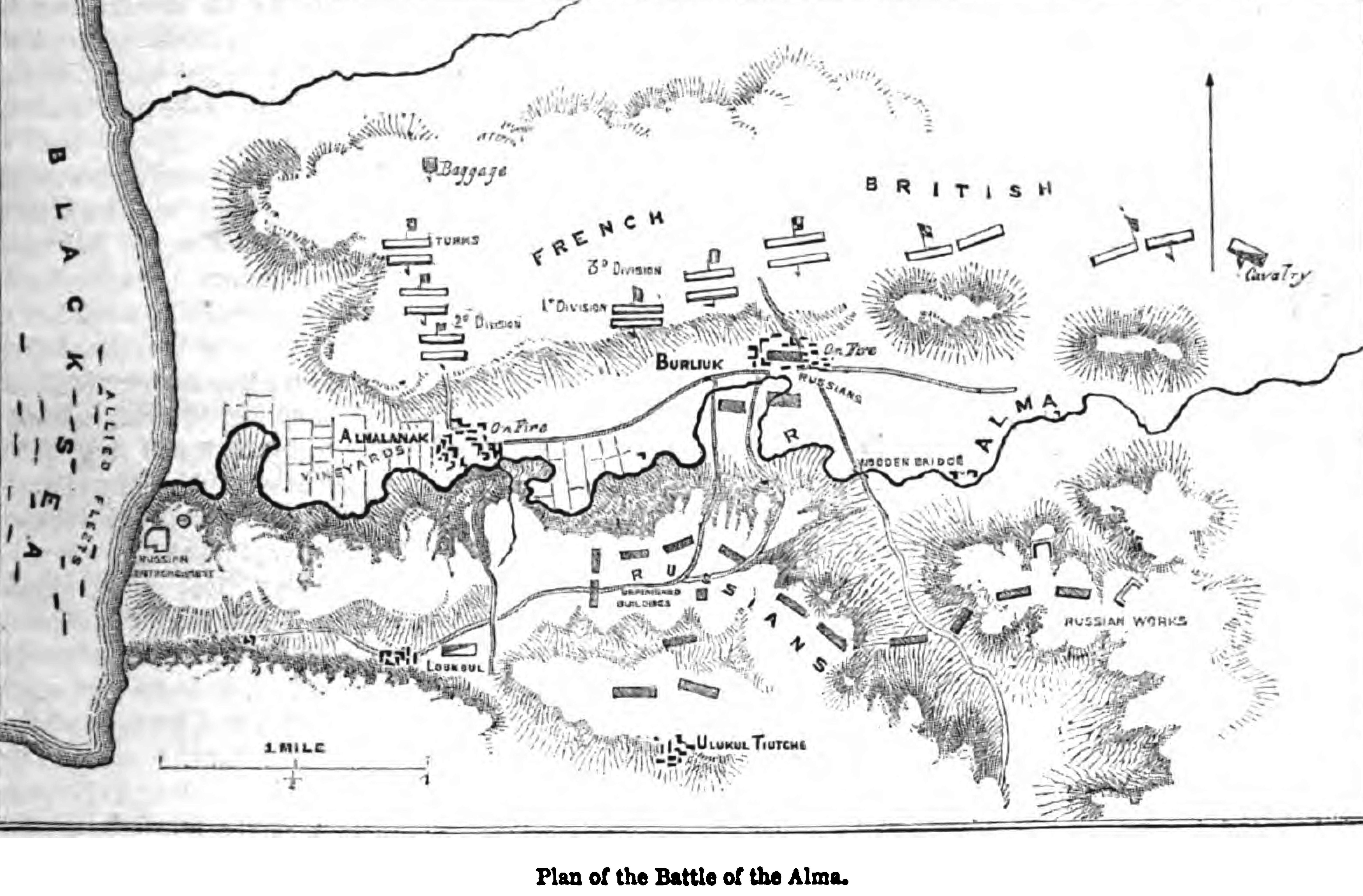
Kaartje van de Slag aan de Alma

De Slag aan de Alma (20 september 1854), die meestal wordt beschouwd als de eerste slag van de Krimoorlog (1853-1856), vond plaats net ten zuiden van de rivier de Alma in de Krim. Een Brits-Franse eenheid onder generaal Armand Jacques Leroy de Saint-Arnaud en FitzRoy Somerset versloeg het Russische leger van generaal Aleksander Sergejevitsj Mensjikov.

## Voorspel
De Brits-Franse troepen landden op 13 september 1854 aan de westelijke kust van de Krim in de Kalamitabaai bij Inkerman, zo’n 56 km ten noorden van Sebastopol. De troepen waren ongeorganiseerd en door ziekte (vooral cholera en dysenterie) verzwakt, maar konden bij gebrek aan tegenstand snel 6 km landinwaarts trekken. Zes dagen later trokken de twee legers verder naar het zuiden. Daarbij moesten ze drie rivieren oversteken. Het was bij de tweede van deze rivieren, de Alma, dat het Russische leger besloot de wacht te houden. De Russen mochten dan wel numeriek in de minderheid zijn, ze namen een natuurlijk verdedigbare positie in.
De Britten en Fransen bivakkeerden op de noordelijke oever. De Russen stonden aan de zuidelijke oever van de rivier, waar steile kliffen waren. Zij moesten dus alleen hun terrein houden en de pas gesloten houden om de overwinning te behalen. De Fransen hadden echter een plan: ze zouden de kliffen aanvallen van over de rivier. In theorie zou deze aanval de Russen zodanig in de war brengen dat ze de Britten uit het oog zouden verliezen die op dat moment een aanval zouden richten op het centrum.

## De strijd
De Frans-Britse operatie begon volgens plan met het opblazen van de kliffen door de Fransen. De Franse bevelhebbers waren echter niet in staat door te gaan zonder versterking, die veel te langzaam op gang kwam. De Britten waren ondertussen begonnen met twee divisies (Light Division onder Sir George Brown en 2e divisie onder Sir George de Lacy Evans) de rivier over te steken. De divisies raakten met elkaar vermengd en vielen aan op de Koergan-heuvel.
De Britten openden het vuur en drongen de Russen terug. De Britse soldaten veroverden met succes de ‘Greater Redoubt’, maar werden gedwongen zich van de heuvel terug te trekken door de grote verliezen die ze geleden hadden en door de Russische infanterie die naderde. Ondertussen gebeurde er iets merkwaardigs. Lord Raglan en de zijnen, die hun commandanten hadden verlaten om aan te vallen, staken de rivieren over en namen positie in op een uitloper van Telegraph Hill, na per ongeluk de wachtposten van beide partijen ontlopen te hebben. Het resultaat was dat Raglan de slag aanvoerde van achter de vijandelijke linies.
Vanuit zijn positie riep Raglan artillerie op om hem te versterken. Al snel ondersteunden twee negen-pondskanonnen een nieuwe aanval op Kourgane Hill. Aan de voorkant van de heuvel was de hertog van de eerste divisie van Cambridge een andere aanval begonnen. Na zware gevechten waren zijn mannen in staat om de Greater Redoubt te heroveren. In het westen verdedigde het andere deel van de eerste divisie Telegraph Hill. De Britse infanterie op beide heuvels werd al snel vergezeld door artillerie die begon in te schieten op de terugtrekkende Russische troepen.

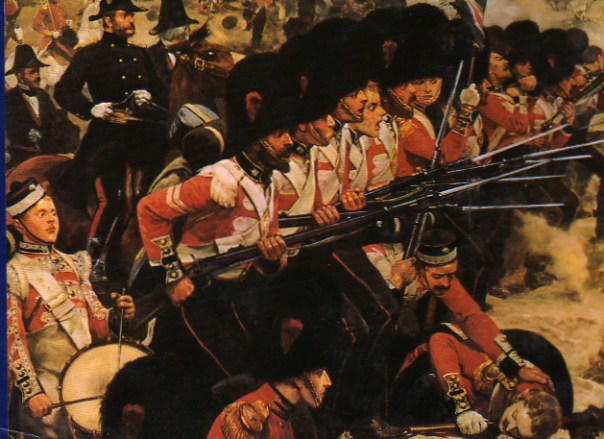
Het bestormen van de Great Redoubt
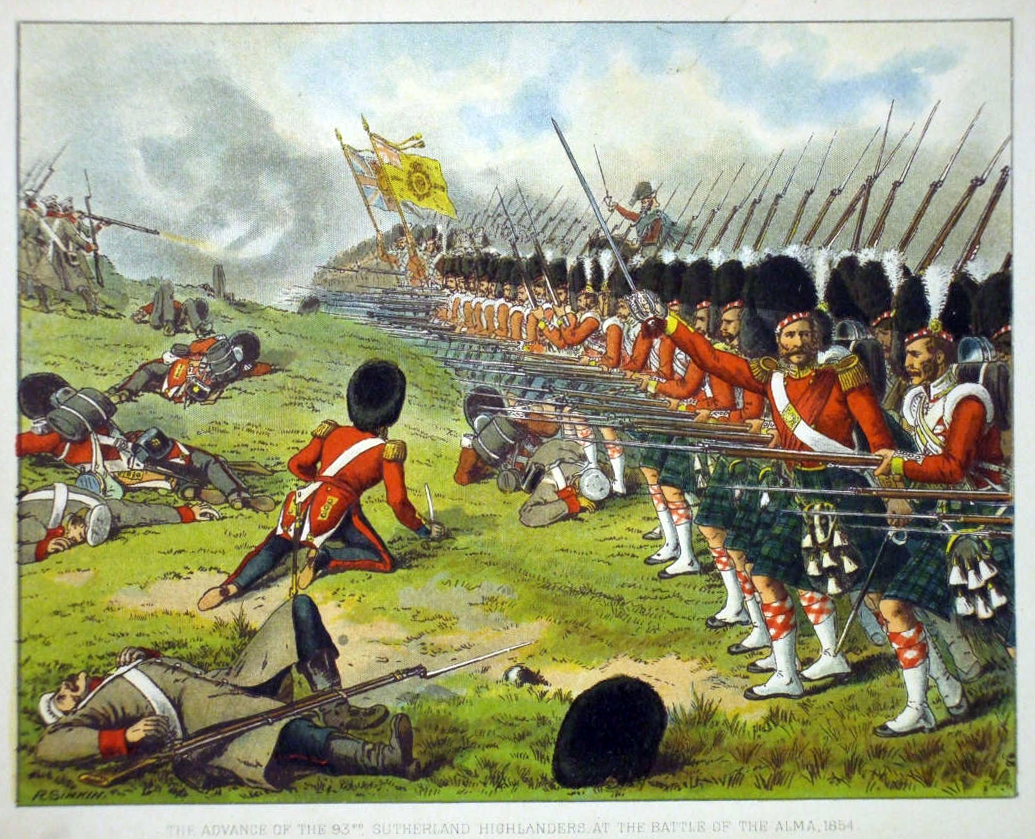
Slag aan de Alma Sutherland highlanders
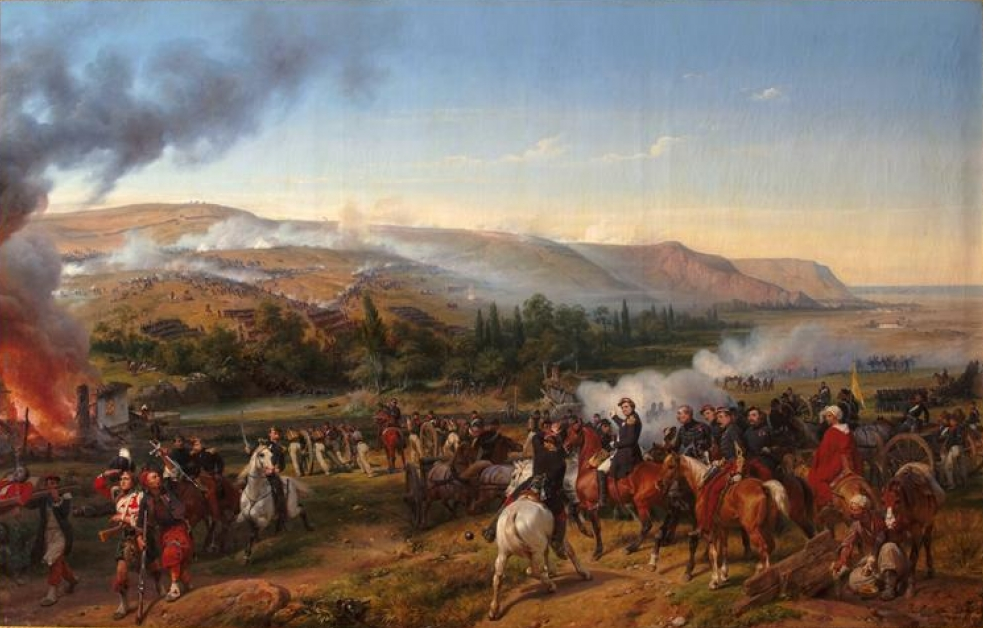
Slag aan de Alma

## De nasleep
Het eerste bataljon van Zoeaven verloor 222 man, het tweede bataljon 74 man en het derde bataljon 63 man. In het Verenigd Koninkrijk werd dankzij de overwinning de meisjesnaam ‘Alma’ populair. Ook tal van cafés en straten werden naar de slag vernoemd. Ook in Frankrijk bestaan nog sporen van deze overwinning: bijvoorbeeld de Pont de l’Alma in Parijs, een brug over de Seine.